# Black Bottom

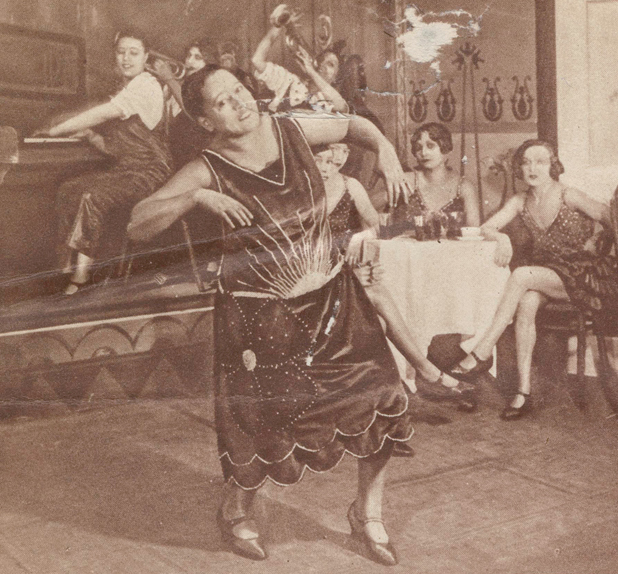
Novinový výstřižek s titulkem „V kabaretu sexy-totsy: Slečna Edith Wilsonová v Black Bottom Dance“

Black Bottom je americký společenský tanec z dvacátých let 20. století.
Vznikl z charlestonu v afroamerické populaci Spojených států. Rok vzniku je 1926. Rozšířil se do hlavního proudu americké kultury a stal se národním šílenstvím.
Noty z poloviny 20. let uvádějí jako skladatele Guse Horsleyho a Perryho Bradforda a uvádějí, že tanec představil afroamerický tanečník a choreograf Billy Pierce. Byl spolupracovníkem afroamerického choreografa Buddyho Bradleyho. Bradley, který pracoval v Pierceově tanečním studiu v New Yorku, vymyslel taneční čísla pro Toma Pericolu a další broadwayské umělce. Na titulní fotografii notového záznamu je tanečnice Stella Doyle, která vystupovala především v kabaretech.
Tančil se na jazzovou hudbu v synkopových čtyřčtvrťových taktech. Charakteristické jsou dupavé kroky, silné pohyby pánve vpřed a vzad a především natahování a narážení do sebe hýžděmi – to dalo tanci jméno. Na Broadwayi jej provedli Ann Pennington a Tom Patricola v revue hudební komedie George White's Scandals of 1926. V popularitě předběhl charleston a stal se společenským tancem číslo jedna. Známou interpretkou black botomu je Ma Rainey, které v roce 1984 věnoval dramatik August Wilson hru Ma Rainey's Black Bottom
Se svou zjevnou sexuální symbolikou byl Black Bottom považován za provokativní a urážlivý. Jako módní tanec přežil jen krátce.